# José Manuel Blecua Teijeiro
Pour les articles homonymes, voir José Manuel Blecua, Blecua et Teijeiro.
José Manuel Blecua Teijeiro, né à Alcolea de Cinca, Huesca, le 10 novembre 1913 et mort à Barcelone le 9 mars 2003, est un philologue espagnol spécialiste du siècle d'or.

## Biographie
Il est titulaire de la chaire de littérature espagnole de l'université de Barcelone (où il compta Fernando Lázaro Carreter parmi ses élèves) et membre d'honneur de l'Académie royale espagnole.
Il reçoit en 1987 la Médaille d'or du mérite des beaux-arts du Ministère de l'Éducation, de la Culture et des Sports espagnol puis en 1993 le Prix international Menéndez Pelayo.
Il est le père de l'académicien espagnol José Manuel Blecua Perdices.
Un lycée de Saragosse porte son nom.

## Œuvres
- Los pájaros en la poesía española, 1943.
- Las flores en la poesía española, 1944.
- Preceptiva literaria y nociones de gramática histórica, Saragosse, Aula, 1944.
- Historia general de la literatura, Saragosse, Librería General, 1944.
- El mar en la poesía española, 1945.
- Lengua española, Saragosse, Librería General, 1959.
- Los géneros literarios y su historia, Saragosse, Librería General, 1961.
- Historia y textos de la literatura española, Saragosse, Librería General, 1963.
- Sobre poesía de la Edad de Oro: ensayos y notas eruditas, Madrid, Gredos, 1970.
- Sobre el rigor poético en España y otros ensayos, Barcelone, Ariel, 1977.
- La vida como discurso: temas aragoneses y otros estudios, Saragosse, Heraldo de Aragón, 1981.
- Homenajes y otras labores, Saragosse, Institución Fernando el Católico, 1990.

Éditions confiées à José Manuel Blecua Teijeiro
- Lope de Vega, El caballero de Olmedo, Saragosse, Ebro, 1941.
- Juan de Mena, El laberinto de Fortuna, o las Trescientas, Madrid, Espasa-Calpe, 1943.
- Luis de Góngora, Poesía, Saragosse, Ebro, 1944. 2e ed.
- Luis Quiñones de Benavente, Entremeses, Saragosse, Ebro, 1945.
- Fernán Pérez de Guzmán. Fernando del Pulgar, Generaciones y semblanzas. Claros varones, Saragosse, Ebro, 1945. 2e ed.
- Cancionero de 1628: edición y estudio del cancionero 250-2 de la Biblioteca Universitaria de Zaragoza, Madrid, Revista de Filología Española, 1945 (annexe 32).
- Escritores costumbristas, Saragosse, Ebro, 1946.
- Fernando de Herrera, Rimas inéditas, Madrid: CSIC, Institución Antonio de Nebrija, 1948.
- Lupercio et Bartolomé Leonardo de Argensola, Rimas, Zaragoza: Institución Fernando el Católico, 1950-1951.
- Don Juan Manuel, Libro infinido. Tractado de la Asunción, Zaragoza: Universidad de Granada, 1952.
- Juan de Chen, Laberinto amoroso de los mejores romances que hasta agora han salido a luz, Madrid: Castalia, 1953.
- Francisco de Quevedo, Lágrimas de Hieremías castellanas, Madrid: CSIC, 1953 (con Edward M. Wilson).
- Lope de Vega, La Dorotea, Madrid: Universidad de Puerto Rico, Revista de Occidente, 1955.
- Antología de la poesía española: lírica de tipo tradicional Madrid: Gredos, 1956 (con Dámaso Alonso).
- Poesía romántica: antología, Saragosse, Ebro, 1956. 4e ed.
- Floresta de lírica española Madrid, Gredos, 1957.
- Lope de Vega, Peribáñez y el comendador de Ocaña, Saragosse, Ebro, 1959. 5e ed.
- Luis de Góngora, Fábula de Polifemo y otros poemas, Saragosse, Aula, 1960.
- Baltasar Gracián, El Criticón, Saragosse, Ebro, 1960. 3e ed.
- Francisco de Quevedo, Poesía original completa, Barcelone, Planeta, 1963.
- Francisco de Quevedo, Obra poética, Madrid, Castalia, 1969-1971.
- Lope de Vega, Obras poéticas, Barcelone, Planeta, 1969.
- Jorge Guillén, Cántico: 1936, Barcelone, Labor, 1970.
- Francisco de Quevedo, Poemas satíricos y burlescos, Barcelone, Llibres de Sinera, 1970.
- Don Juan Manuel, El conde Lucanor, Madrid, Castalia, 1971.
- Francisco de Quevedo, Poemas escogidos, Madrid, Castalia, 1972.
- Fernando de Herrera, Obra poética, Madrid, Real Academia Española, 1975.
- Lope de Vega, Lírica, Madrid, Castalia, 1981.
- Don Juan Manuel, Obras completas, Madrid, Gredos, 1981-1983.
- Poesía de la Edad de Oro, Madrid, Castalia, 1982.
- Don Juan Manuel, El conde Lucanor. Crónica abreviada, Madrid, Gredos, 1983.
- Lope de Vega, Antología poética, Barcelone, Planeta, 1984.
- Luis de León, Poesía completa, Madrid, Gredos, 1990.
- Luis de León, Cantar de los Cantares de Salomón, Madrid, Gredos, 1994.